# 2010 MSL 서바이버 토너먼트 시즌1
2010 MSL 서바이버 토너먼트 시즌1(2010 MSL Survivor tournament Season 1)은 MSL로 가기 위한 리그로 19차리그이다.

## 리그개요

### 대회일정
- 오프라인 예선 : 2010년 2월 4일
- 본선 : 2010년 2월 11일 ~ 2010년 3월 11일 목요일 오후 2시 ~ (2개조 경기), 토요일 오후 5시(1개조 경기)

### 경기장
- 예선 : 용산 이스포츠 보조 경기장
- 본선 : 문래동 Loox 히어로센터

### 맵
- 오프라인 예선 : 8강 - 매치포인트/오드아이/투혼, 4강 - 오드아이/투혼/매치포인트, 결승 - 투혼/매치포인트/오드아이
- 본선 : 매치포인트, 투혼, 오드아이2

### 조별예선 진출자
| 1조    | 2조    | 3조    | 4조    | 5조    | 6조    | 7조    | 8조    | 9조    | 10조   |
| ------ | ------ | ------ | ------ | ------ | ------ | ------ | ------ | ------ | ------ |
| 김현우 | 전상욱 | 신동원 | 정종현 | 임정현 | 박명수 | 김경효 | 조병세 | 신희승 | 김성대 |
| 11조   | 12조   | 13조   | 14조   | 15조   | 16조   | 17조   | 18조   | 19조   | 20조   |
| 전태양 | 차명환 | 권수현 | 박성균 | 장윤철 | 김윤중 | 고석현 | 이예훈 | 임진묵 | 이정현 |

### 본선 진출자 분포
*는 시드이며, **는 팀별 상위 랭킹 면제, 뒤가 예선 통과 숫자 괄호는 (시드진출자/팀별 상위 랭킹 면제, 예선진출자)이다.
종족별 분포
- 테란(10/8) - *고인규, *이신형, *박지수, *민찬기, *변형태, **구성훈, **박상우, **정명훈, **염보성, **신상문, 전상욱, 김경효, 정종현, 조병세, 신희승, 박성균, 전태양, 임진묵
- 저그(10/10) - *김명운, *조일장, *김동현, *김재춘, *박성준, *박재혁, *이영한, **김정우, **김윤환, **박찬수, 임정현, 박명수, 김현우, 신동원, 김성대, 차명환, 권수현, 이정현, 이예훈, 고석현
- 프로토스(8/2) - *허영무, *김승현, *김택용, *진영화, **오영종, **박세정, **송병구, **윤용태, 김윤중, 장윤철

팀별 분포
- STX(4/3) - *이신형, *조일장, *박성준, **김윤환, 김현우, 김경효, 김윤중
- CJ(3/4) - *변형태, *진영화, **김정우, 신동원, 조병세, 권수현, 장윤철
- 위메이드(2/4) - *이영한, **박세정, 전상욱, 박성균, 전태양, 이예훈
- 웅진(3/3) - *김명운, *김승현, **윤용태, 임정현, 정종현, 임진묵
- 삼성전자(2/2) - *허영무, **송병구, 차명환, 이정현
- SK텔레콤(4/0) - *고인규, *박재혁, *김택용, **정명훈
- KT(3/0) - *박지수, *김재춘, **박찬수
- 이스트로(1/2) - **박상우, 김성대, 신희승
- MBC게임(2/1) - **염보성, *김동현, 고석현
- 공군(2/0) - *민찬기, **오영종
- 하이트(1/1) - **신상문, 박명수
- 화승(1/0) - **구성훈

서바이버 토너먼트 시드와 예선 면제자를 합쳐 가장 적은 숫자를 기록했던 프로토스가 오프라인 예선전에서도 참패했다. 올드 프로게이머들은 지난 시즌 예선전에 이어 또 다시 제대로 힘을 써보지 못한 채 약세를 면치 못했다. 이번 2010 MSL 서바이버 토너먼트 시즌1 예선전에서는 저그는 10명의 예선 통과자를 배출하며 가장 많은 선수를 본선에 진출시켰고, 테란이 8명의 본선 진출로 그 뒤를 이었다. 이에 반해 프로토스는 단 2명이 본선에 합류하는데 그쳤다.

## MSL 서바이버 토너먼트

### 48강
지난 시즌 MSL 탈락자, 예선면제자 28명과 예선진출자 20명 총 48명이 경기를 치러 24명이 본선에 진출한다.
| 조   | 1경기  | 1경기  | 2경기  | 2경기  | 승자전 | 승자전 | 패자전 | 패자전 | 최종전 | 최종전 |
| 1조  | 허영무 | 권수현 | 임정현 | 염보성 | 허영무 | 염보성 | 임정현 | 권수현 | 허영무 | 임정현 |
| 2조  | 김명운 | 장윤철 | 신희승 | 박재혁 | 김명운 | 박재혁 | 신희승 | 장윤철 | 장윤철 | 박재혁 |
| 3조  | 김승현 | 차명환 | 박성준 | 박상우 | 차명환 | 박성준 | 김승현 | 박상우 | 김승현 | 박성준 |
| 4조  | 조일장 | 전상욱 | 신동원 | 신상문 | 신동원 | 전상욱 | 조일장 | 신상문 | 전상욱 | 신상문 |
| 5조  | 이신형 | 박명수 | 정종현 | 김정우 | 박명수 | 정종현 | 이신형 | 김정우 | 정종현 | 이신형 |
| 6조  | 고인규 | 임진묵 | 김성대 | 박세정 | 고인규 | 박세정 | 김성대 | 임진묵 | 고인규 | 김성대 |
| 7조  | 김택용 | 김현우 | 전태양 | 박찬수 | 김택용 | 전태양 | 박찬수 | 김현우 | 전태양 | 김현우 |
| 8조  | 김동현 | 윤용태 | 김경효 | 정명훈 | 윤용태 | 정명훈 | 김동현 | 김경효 | 윤용태 | 김동현 |
| 9조  | 진영화 | 이정현 | 박성균 | 민찬기 | 진영화 | 박성균 | 이정현 | 민찬기 | 박성균 | 민찬기 |
| 10조 | 변형태 | 고석현 | 이예훈 | 송병구 | 변형태 | 송병구 | 고석현 | 이예훈 | 변형태 | 고석현 |
| 11조 | 이영한 | 김윤중 | 박지수 | 구성훈 | 김윤중 | 구성훈 | 이영한 | 박지수 | 구성훈 | 박지수 |
| 12조 | 김재춘 | 조병세 | 오영종 | 김윤환 | 조병세 | 김윤환 | 김재춘 | 오영종 | 조병세 | 김재춘 |

### 진출자
테란 : 염보성, 전상욱, 정종현, 전태양, 정명훈, 박성균
저그 : 김명운, 박재혁, 차명환, 박성준, 신동원, 박명수, 김성대, 고석현, 김윤환, 김재춘
프로토스 : 허영무, 박세정, 김택용, 윤용태